# Geodis Calberson
Pour les articles homonymes, voir Geodis (homonymie).
Geodis Calberson, anciennement Calberson puis Compagnie générale Calberson, est une entreprise de transport française en fret et en messagerie. Son réseau est souvent complété par celui de France Express et il est intégré au groupe Geodis.

## Histoire
Calberson est fondée en 1904 au Havre par Émile Calberson (1862-1913). Sa première activité de commissionnaire bagagiste consiste à transporter les bagages des voyageurs arrivant par le train au Havre.
En 1921, Calberson devient transporteur routier et lance ses premiers transports de marchandises par la route.
En 1931, France Transport Domicile (filiale des compagnies du Chemin de Fer du Nord et de l'Est) prend une participation majoritaire dans la société Calberson, à la suite du retrait de M. Calberson.
Pour réaliser des investissements en Belgique, la compagnie du Chemin de Fer du Nord (filiale de Rothschild) cède sa participation dans France Transport Domicile, société mère de Calberson, au Crédit commercial de France. En 1952, ce dernier cède à son tour les titres qu'elle détient à la compagnie d'assurances suisse la Paternelle.
Enfin, en 1959, la compagnie La Paternelle vend France Transport Domicile à la SNCF. Elle convoitait, de son côté, un immeuble situé Boulevard Haussmann appartenant à la société Ferroviaire. La SNCF lui cède cet immeuble et acquiert en échange? par l'intermédiaire de la SCETA, 56 % du capital de France Transport Domicile, devenant par là même son principal actionnaire, aux côtés de SALVEPAR, qui deviendra par la suite, elle aussi? actionnaire.
En 1950, Calberson acquiert plusieurs entreprises locales de transports et devient un regroupement de PME. À cette époque, Calberson offre ses services en Afrique du Nord.
Devenue société anonyme, l'entreprise connaît sous la présidence de Guy Crescent, dans les années 1960, un fort développement, en poursuivant notamment sa stratégie d'acquisitions de sociétés locales de transports. En 1969, la société s'installe dans de nouveaux locaux de 13 000 m², boulevard Macdonald, à Paris.
Dans les années 1970 et 1980, Calberson développe ses activités de transports express en France et en Europe, en rachetant particulièrement en 1977 la SFTC, qui possède pour moitié France Express. La société entre en bourse en 1982.
En 1995, la Compagnie générale Calberson intègre le groupe Geodis, filiale de la SNCF, dont elle constitue l'un des réseaux.
En 2008, Geodis intègre la nouvelle branche Transport et Logistique de SNCF. 
En avril 2012, Geodis Calberson a repris les actifs et une partie des activités du Sernam qui était sous redressement judiciaire,.

## Achats et Croissance Interne Structure
Axant dans un premier temps son développement autour de la messagerie (et donc du groupage). Calberson a constitué, de 1960 à nos jours, un réseau de transport dense couvrant l’ensemble du territoire national
Le groupage s'est d'autre part diversifié vers le service express, l'entreposage-distribution..jusqu'à devenir premier groupe français de transport routier.
Son développement s'est fait en partie par croissance interne, mais surtout par croissance externe.
En 1976, Calberson prend le contrôle des Établissements "les Fils de Louis Lecat", spécialiste du dédouanement entre la France et la Belgique.
EN 1978, Calberson prend une participation majoritaire dans la société "Bernis" qui occupe une position prépondérante en matière de transport routier (en particulier en messagerie et de transport express) dans le Centre et le Sud Ouest de la France.
En 1984, Calberson acquiert 55% des actions des Transports Jumentier, société spécialisée dans le transport de marchandises en charge complète en zone longue et internationale.
La même année, Calberson prend 75% de l'entreprise Solutrans, baptisée par la suite Sodifret, exploitant 8 000 m2 d’entrepôts à Lyon.
En 1985, Calberson prend une participation majoritaire dans les "transports Virolle" animant depuis son siège de Lyon, 12 implantation spécialisées dans la messagerie, dans les départements du Centre Est de la France.
En 1988, Calberson complète sa participation dans la société Walbaum (en la portant de 49 à 100%) en acquérant les titres détenus par la Compagnie Générale Maritime.
Geodis Calberson compte 150 agences, réparties sur le territoire français et 300 plateformes logistiques dans le monde ; elle est le premier opérateur de messagerie et de transport express en France. Elle compte 41 000 collaborateurs et représente 26 % du chiffre d'affaires du groupe.

## Filiales
Geodis Calberson a comme filiales à la suite des divers rachats :
- France Express
- Chaveneau Bernis
- Cool Jet
- Dusolier
- Sernam

## Anciens dirigeants et employés célèbres
- Guy Crescent
- Gérard de Suresnes